# Timia arianica
Timia arianica är en tvåvingeart som beskrevs av František Gregor Jr 1970. Timia arianica ingår i släktet Timia och familjen fläckflugor.
Artens utbredningsområde är Afghanistan. Inga underarter finns listade i Catalogue of Life.